# Cladistia
Cladistia је кладус кошљориба који се састоји од малог броја живећих врста и великог броја изумрлих. Значајна одлика кладуса је леђно пераје са посебним зракама.
Најближи сродник кладуса Cladistia је кладус Actinopteri.

## Таксономија
На основу рада Лунда, Гајеа, Менијеа и Вернера (2000):
- Ред †Guildayichthyiformes Lund 2000
  - Породица †Guildayichthyidae Lund 2000
    - Род †Guildayichthys Lund 2000
      - Врста †Guildayichthys carnegiei Lund 2000

    - Род †Discoserra Lund 2000
      - Врста †Discoserra pectinodon Lund 2000
- Ред Polypteriformes Bleeker 1859
  - Род †Latinopollia Meunier and Gayet 1998
    - Врста †Latinopollia suarezi (Meunier & Gayet 1996) Meunier & Gayet 1998

  - Род †Dagetella Gayet & Meunier 1991
    - Врста †Dagetella sudamericana Gayet & Meunier 1991

  - Род †Bartschichthys Gayet & Meunier 1996 [Bartschia Gayet & Meunier 1996 non Rehder 1943]
    - Врста †B. arnoulti (Gayet & Meunier 1996) [Bartschia arnoulti Gayet & Meunier 1996]
    - Врста †B. napatensis Werner & Gayet 1997
    - Врста †B. tubularis (Gayet & Meunier 1996) [Bartschia tubularis Gayet & Meunier 1996]

  - Род †Sudania Werner & Gayet 1997
    - Врста †S. gracilis Werner & Gayet 1997
    - Врста †S. oblonga Werner & Gayet 1997

  - Род †Saharaichthys Werner & Gayet 1997
    - Врста †S. nigeriensis (Gayet & Meunier 1996) [Sainthilairia nigeriensis Gayet & Meunier 1996]
    - Врста †S. africanus (Gayet & Meunier 1996) [Sainthilairia africana Gayet & Meunier 1996]

  - Род †Sainthilaria Gayet & Meunier 1996
    - Врста †S. beccussiformis Gayet & Meunier 1996
    - Врста †S. elongata Werner & Gayet 1997
    - Врста †S. falciformis Gayet & Meunier 1996
    - Врста †S. grandis Gayet & Meunier 1996
    - Врста †S. intermedia Werner & Gayet 1997

  - Род †Inbecetemia Werner & Gayet 1997
    - Врста †I. torta (Gayet & Meunier 1996) [Sainthilairia torta Gayet & Meunier 1996]
    - Врста †I. tortissima (Gayet & Meunier 1996) [Sainthilairia tortissima Gayet & Meunier 1996]

  - Род †Nagaia Werner & Gayet 1997
    - Врста †Nagaia extrema Werner & Gayet 1997

  - Породица Polypteridae Lacépède 1803 sensu stricto
    - Род †Bawitius Grandstaff et al. 2012
      - Врста †Bawitius bartheli (Schaal 1984) Grandstaff et al. 2012 [Polypterus bartheli Schaal 1984]

    - Род †Serenoichthys Dutheil 1999
      - Врста †Serenoichthys kemkemensis Dutheil 1999

    - Род Erpetoichthys Smith 1865 [Calamoichthys Smith 1866]
      - Врста Erpetoichthys calabaricus

    - Род Polypterus Lacepède 1803
      - Врста Polypterus ansorgii Boulenger, 1910
      - Врста Polypterus bichir Lacépède, 1803
      - Врста Polypterus congicus Boulenger, 1898
      - Врста Polypterus delhezi Boulenger, 1899
      - Врста Polypterus endlicheri Heckel, 1847
      - Врста Polypterus mokelembembe Schliewen & Schäfer, 2006
      - Врста Polypterus ornatipinnis Boulenger, 1902
      - Врста Polypterus palmas Ayres, 1850
      - Врста Polypterus polli J. P. Gosse, 1988
      - Врста Polypterus retropinnis Vaillant, 1899
      - Врста Polypterus senegalus Cuvier, 1829
      - Врста Polypterus teugelsi Britz, 2004
      - Врста Polypterus weeksii Boulenger, 1898